# Orde van Skanderbeg
De Orde van Skanderbeg (Albanees: "Urdhëri i Skënderbeut"), werd naar de nationale held van Albanië, Skanderbeg, genoemd. De orde was de oudste en meest belangrijke onderscheiding van het land dat door de eeuwenlange bezetting door het Turkse rijk en het isolement van West-Europa eeuwenlang geen eigen traditie van ridderorden kende. In 1925 vond het Albanese parlement het nodig om een eigen ridderorde te bezitten zodat men buitenlandse hoogwaardigheidsbekleders en diegenen die zich voor het land ingezet hadden kon onderscheiden.

## De geschiedenis van de orde
De ridderorde werd in 1925 door de toenmalige president en latere koning Ahmed ben Zogu ingesteld als een orde van verdienste met vier graden.
De Italiaanse koning nam met de regering van Albanië ook de Albanese ridderorden over. Victor Emanuel II voegde als Grootmeester van de Orde van Skanderbeg in 1940 een vijfde graad, Officier in de Orde van Skanderbeg, aan de orde toe.
De oude orde met haar vijf graden werd in 1945 door de Volksrepubliek Albanië afgeschaft. Toch kwam er al in datzelfde jaar een nieuwe orde met drie graden.
De vijf graden 1925 - 1945
- Grootkruis
- Grootofficier
- Commandeur
- Officier (1940 - 1945)
- Lid

De versierselen 1925 - 1945
Het lint is zwart met twee rode strepen. Het kleinood is een rode dubbele adelaar met twee gouden koppen en op de borst een rond groen geëmailleerd schild met daarop een gouden helm op een blauw medaillon binnen een groene ring. Als voorbeeld is de zogeheten helm van Skanderbeg in het Kunsthistorisches Museum in Wenen gebruikt. Deze helm onderscheidt zich door een versiering in de vorm van een geitenkop op de bovenzijde. Boven de adelaar is als verhoging en verbinding met de ring waaraan het kleinod hangt een kleine vijfpuntige gouden of zilveren ster aangebracht.
De ster van de grootkruisen en grootofficieren heeft acht punten en zilveren stralen. In het centrale ronde blauwe medaillon is de helm van Skanderbeg afgebeeld. De ring rond het medaillon is groen.